# آلتیندی (آق‌توبه)
آلتیندی (به قزاقی: Altyndy) یک روستا در قزاقستان است که در شهرستان مغالجار واقع شده‌است. آلتیندی ۴۰۲ متر بالاتر از سطح دریا واقع شده‌است.